# Xavi Aguado
Xavier Aguado Companys (Badalona, Barcelona; 5 de junio de 1968) es un exfutbolista español. Jugaba de defensa central y desarrolló la mayor parte de su carrera profesional en el Real Zaragoza, siendo el jugador que más veces ha vestido la elástica blanquilla junto a José Luis Violeta: en 473 ocasiones. Es, además, el segundo futbolista que más veces ha sido expulsado en la Primera División de España, con 18 tarjetas rojas; estadística que comparte con Pablo Alfaro, ambos superados por Sergio Ramos.

## Trayectoria
Jugó al baloncesto en las categorías inferiores del Joventud de Badalona. Con 8 años se mudó con sus familia a Tiana, una localidad cercana a Badalona, en la que empezó a jugar al fútbol. Jugó en las categorías inferiores del Badalona y 2 años en CE Sabadell en segunda división. En el año 1990, coincidiendo con el servicio militar obligatorio de la época,  es cedido al Real Zaragoza, equipo donde jugaría el resto de su carrera deportiva.

## Clubes
| Club           | País   | Año       |
| -------------- | ------ | --------- |
| C. E. Sabadell | España | 1988-1990 |
| Real Zaragoza  | España | 1990-2003 |

## Palmarés

### Campeonatos nacionales
| Título       | Club          | País   | Año  |
| ------------ | ------------- | ------ | ---- |
| Copa del Rey | Real Zaragoza | España | 1994 |
| Copa del Rey | Real Zaragoza | España | 2001 |

### Copas internacionales
| Título           | Club          | País   | Año  |
| ---------------- | ------------- | ------ | ---- |
| Recopa de Europa | Real Zaragoza | España | 1995 |